# Свети Онуфрий (Яблечна)
„Свети Онуфрий“ (на полски: Monaster św. Onufrego) e ставропигиален мъжки православен манастир в Яблечна, под юрисдикцията на Полската автокефална православна църква.
Манастирът е създаден най-късно в края на XV век. Според легендата създаването му е било предопределено от чудо – появяването на иконата на Свети Онуфрий край река Буг. Манастирът се превръща в център с особено важно значение за православния култ в областта на Хелмно. 
След сключването на Брестката уния монасите в Яблечна отказват да приемат нейните решения и въпреки силния натиск, оказан върху тях, запазват православното си вероизповедание. След трите подeлби на Жечпосполита и след създаването на Конгресна Полша ситуацията в манастира изцяло се променя. Манастирът започва да получава финансова подкрепа от страна на руските власти и по тяхна поръчка се включва в акцията за пропагандиране на православието и русифициране на областта Хелмно, особено след като през 1875 година униатската епархия в Хелмно е ликвидирана административно. Това е една от причините монасите да се заемат с обществена и образователна дейност. Ниската образованост на самите монасите обаче, малкият им брой, както и фактът, че повечето от тях не са с руско потекло, става причина манастирът да не изпълни определената му задача в пропагандирането на русизма и православието. Все пак тази наложена му роля става причина властите на независима Полша да наложат на манастира определени ограничения. Независимо от това той все пак успява да функционира през цялото междувоенно двайсетилетие. Формално не прекъсва дейността си на единствен мъжки манастир на Полската автокефална православна църква и през целия период на Полската народна република, макар да се оказва в тежка материална ситуация (по нареждане на сталинските власти е отнето цялото имущество на манастира с изключение на жилищните постройки и църквите).
От 1999 година има статус на ставропигиален манастир и е подчинен пряко на варшавския митрополит, който управлява общността чрез своя наместник.

## История

### Началото
Според легендата първата манастирска общност в Яблечна е създадена, когато водите на река Буг донасят в тази местност иконата на Свети Онуфрий. Именно поради тази причина светецът става патрон на манастира. Според друга легенда Св. Онуфрий се явява на група рибари край Буг и предрича, че на това място ще бъде славено името му. След това образът на отшелника доплувал на същото място, местните жители го уловили, окачили го на едно дърво и започнали да отправят молитви към светеца. Понеже не искали да оставят чудотворната икона без надзор, група мъже останали за постоянно край дъба. По-късно те издигнали на това място параклис и положили монашески обети.
В литературата от края на XIX и началото на XX век съществуват мнения, че манастирът е създаден през XVI век. Според отец Серафим Железнякович, автор на най-обширната монография, посветена на манастира, по-новите изследвания оборват подобна теза. През 1522 година манастирът в Яблечна вече се споменава документ, издаден от Зигмунт I Стари. В друг документ от 1527 година манастирът е описан като общност, съществуваща от продължително време.
Част от авторите откриват момента на създаване на манастира в още по-далечно минало – средата на XIII век (отец Ф. Горбачовски. Манастирът със сигурност функционира още преди 1498 година, тъй като от тази година е най-старото запазено манастирско евангелие, което може да е връчено на монасите в момента на създаване на общността, но може и да е било дарено на вече съществуващия манастир. Основаването му най-вероятно е било финансирано от рода Забжежински, собственици на село Яблечна. Не е възможно обаче този факт да бъде установен със сигурност, тъй като документите, свързани с него, изчезват през XVIII век. Друг документ, издаден през 1499 година, сочи, че манастирът е функционирал на територията на селото, но е бил третиран като отделен анклав.

### Нарастващото значение на манастира като богослужебен център
Документ от 1527 година потвърждава, че за патронния празник на манастира са пристигнали пилигрими от Берестечко. Целият XVI век е период на постепенно нарастване на значението на манастира. До момента на сключване на Брестката уния той все пак остава богослужебен център с единствено регионално значение. Документ от 1527 година сочи, че бил ръководен от игумен Кирил, като освен него в там са пребивавали поне още двама монаси.

### От сключването на Брестката уния до падането на Жечпосполита
Монасите от Яблечна не приемат решенията на Брестката уния и превръщат манастира в център на православната съпротива срещу нея. Към тях се присъединяват и монаси от други манастири, които са решили да приемат унията. Тук се премества и православният епископ на Хелмно Паисий (Черкавски), който ръководи манастира до смъртта си през 1633. След неговата смърт манастирът остава без игумен до началото на 40-те години на XVII век, когато в Яблечна пристига йеромонах Макари (Корнилович). Той се заема с моралното обновление на манастирската общност и с генерален ремонт на сградите. Ремонтът е завършен около 1659, а игуменът се радва на огромен авторитет чак до смъртта си през 1677.
През 1670 общността става последният православен религиозен център в региона. Престижът на манастира сред православното население се увеличава с намаляването на броя на православните манастири в Полша. От 1 март 1681 дейността на монасите е ограничена още повече: това е датата, на която крал Ян III Собески издава указ, с който на православните духовници се забранява да служат в селата, в които има униатски храмове.
Положението на манастира радикално се променя през 1699, когато имуществото на Яблечна е закупено от Карол Станислав Радживил, католик по вероизповедание (за разлика от предишните собственици на селото). Той оказва силен натиск върху манастира, принуждавайки го да се присъедини към Униатската църква. За да защити своята позиция, манастирът става клон на манастира „Свети дух“ във Вилнюс. През 1752 Йероним Флориан Радживил финансира създаването на униатска църква в Яблечна, която става собственик на голяма част от имуществото на манастира, а три години по-късно манастирът претърпява въоръжен грабеж. Въпреки всички изпитания обаче, той си остава православен. От 1767 редовно получава финансова помощ от Киевската митрополия, но въпреки това материалното му положение през 1770 е тежко.
Описание на манастира от 1775 сочи, че него се е намирала дървена трикуполна църква с дължина 36 лакътя (21 метра), ширина 27,5 лакътя (16 метра) и височина 53 лакътя (31,5 метра). Камбанарията, трапезарията, пекарната и кухнята са били отделни сгради. В североизточната част е разположен домът на игумена, а килиите на монасите (седем на брой) се намирали в две сгради от южната страна и една в сградата на камбанарията. Монасите притежавали също житница, два склада за храна, две конюшни и баня. Сградите се намирали в много лошо техническо състояние и изисквали ремонт. Описвайки манастира през 1785, епископ Виктор (Садковски) твърди, че пристигайки всъщност намира не манастирски постройки, а само руини.

### Периодът на поделбите
1795–1875
При третата подялба на Полша земите около Хелмно попадат в австрийски граници, но манастирът остава под духовната опека на минските епископи. След създаването на Конгресна Полша обаче православните центрове на нейната територия, в това число и манастирът, са включени в Минската епархия.
През 1840 е създадена независима Варшавска и Новогеоргиевска епархия, включващата териториите на Конгресна Полша, и именно под нейна юрисдикция се оказва манастирът. През 1816 в него живеят трима монаси, които се издържат основно чрез земеделие. През 20-те и 30-те години на XIX век манастирът играе ролята и на дом за пенсионирани духовници. 
Бедността на манастира не накърнява високия му авторитет сред вярващите. Във връзка с лошото техническо състояние на сградите през 1838 започва изграждането на нови жилищно помещение за монасите, работи се по църквата св. Онуфри, камбанарията и зида, ограждащ комплекса. На 19 май 1838 е положен крайъгълният камък на църква Св. Онуфри, а освещаването ѝ се извършва на 6 декември 1840 г. През 1838 е открито двукласно училище, което приема ученици от всички вероизповедания. В него учат 24 ученици, а по същото време в манастира живеят 5 монаси и 4 послушници.
През 1862 в манастира е организирана и школа по иконопис, като не се знае колко дълго е функционирала тя. 
По време на Януарското въстание в манастира нахлуват въстанически отряди, за да търсят пари. Те прекъсват вечерната служба и унищожават част от оборудването на църквата, но след намесата на местния католически свещеник се отдалечават, без да нанесат по-големи щети на манастира.
През 1863 в манастира живеят 10 монаси и 8 послушници. В ръководеното от тях училище се обучават 38 ученика, 14 от които са католици.
1875–1915
През 1875 в манастира пребивават 10 монаси и 6 послушници. Броят им не се променя значително до края на десетилетието. След като е ликвидирана и последната униатска църква на територията на Руската империя, през 1875 царските власти натоварват монасите от манастира да разпространяват православната вяра в земите на Хелмно. 
В периода 1876–1880 се извършва поредното разширяване и ремонт на манастира, в резултат на което в комплекса се появява двуетажна сграда с килии за монасите. През 80-те години на XIX век е променено течението на река Буг, в резултат на което манастирът се оказва на левия бряг на реката. 
През 1881 варшавският архиепископ Леониций се обръща към Светия синод с молба да причисли манастира към списъка на манастирите от първа класа с оглед на неговото важно историческо и съвременно значение. През януари 1882 молбата е уважена. През 1886 в манастира живеят деветима монаси и значителен брой послушници. 
През 1896 училището, ръководено от монасите, е преместено от манастира в нови помещения в самото село Яблечна. 
Положението на манастира започва да се подобрява, след като архимандрит Герман (Иванов) става игумен през 1897. Той създава в манастира сиропиталище, столова за най-бедните и амбулатория. Грижейки се добре за доходите на манастира успява да подобри материалното му положение, което предизвиква и увеличаване на броя на монасите и послушниците, като през 1899 там пребивават 39 монаси и послушници. Но постъпващите в манастира продължават да бъдат преди всичко хора от селски произход, чието образование не им позволява да участват в пропагандаторската акция, възложена от царската власт. Това обаче не е пречка престижът на манастира да нарасне и той да се превърне в притегателен център за поклонниците. Игумен Герман умира след кратко боледуване през  1903; наследникът му архимандрит Аркадий, поради напредналата си възраст, не може да продължи дейността му със същия размах.
През 1913 манастирската общност наброява 80 монаси и послушници, а през 1914 – 68. Манастирът Св. Онуфри открива и свои клонове. От 1912 монасите се грижат за църквата Св. Николай в Дратов. Разширен е и манастирския комплекс: на мястото, където според легендата е намерена иконата на Св. Онуфри, е изграден параклис Сретение Господне (днес Свети дух), а срещу манастирската порта – църквата Успение Богородично. В главната църква на манастира е поставена двутонна камбана, отляна в Москва. В периода 1906–1910 е направен поредния ремонт на манастирските сгради. 
През 1911 наред със съществуващото манастирско училище монасите откриват двукласно училище в село Отокa и еднокласно училище в Яблечна. През същата година създават и занаятчийско училище. През 1914, т.е. в последната година от дейността на манастира в установената след 1875 форма, във всички водени от монасите училища учат общи 431 човека. През 1912 г., 1760 човека се възползват от безплатните лекарства на манастирската аптека, а през 1913 са раздадени 4500 безплатни обяда. Отец Железнякович нарича този последен период от дейността на манастира в рамките на царска Русия „златен век на манастира“.
На 22 декември 1914 в манастира избухва пожар, който унищожава до основи сградата на аптеката и амбулаторията.

### Периодът между двете войни
На 1 август 1915 по-голямата част от монасите, с изключение на йеромонах Хиоб (Дичко), напуска манастира, вземайки със себе си иконата на Св. Онуфри. Монасите достигат Москва и се настаняват в манастира Богоявление. Два дни след като монасите напускат манастира немските войски нахлуват там, арестуват йеромонах Хиоб и заемат сградите за своите военни цели.
Монасите се връщат отново в Яблечна през 1918 или 1919. Намират манастира опустошен и нуждаещ се от ремонт. През първите години в независима Полша дейността на манастира е силно ограничена от страна на местните власти. През септември 1919 църквата св. Онуфри е затворена, а енорийската църква в Яблечна е предоставена на Католическата църква. Предприети са действия за цялостна ликвидация на манастира. През 1922 полските власти прогонват извън държавните граници игумена на манастира Сергей (Корольов), който като монах е взел участие в разпространяването на православието в областта, а след 1918 се противопоставя на автокефализацията на Православната църква в Полша. През 1920, след намесата на представителите на Православната църква в Министерство на вероизповеданията и обществената просвета църквата „Свети Онуфри“, както и църквата в Дратов са върнати на монасите. 
През 1924 броят на монасите, живеещи в манастира, е ограничен до четирима, а взетите от местните католици земи са официално конфискувани. През целия период между двете войни се обмисля ликвидирането на манастира. Варшавският митрополит обаче представя документи, доказващи убедително, че манастирът никога не е принадлежал на Католическата църква.
Манастирът не получава исканата държавна финансова подкрепа във връзка с налагащия се ремонт и в крайна сметка ремонтът е направен без тази помощ през 30-те години на XX в.
През 1929 в манастира живеят деветима монаси, а през 1935 броят им нараства на 15, като в по-голямата си част те са украинци и беларуси. През целия междувоенен период манастирът има сериозни финансови проблеми. 
В края на 30-те манастирският комплекс се състои от четири църкви, дом на игумена, зидана жилищна сграда, дом на поклонника, зърнохранилище, кочина, три обора, къща в овощната градина и една разрушена жилищна сграда. В манастирската библиотека се съхраняват 1319 тома, от които 1000 са с религиозна тематика, а 319 на светска.

### През Втората световна война и първите години след нея
След хитлеристката агресия през 1939 манастирът попада в границите на Генералната губерния. В нощта на 9 срещу 10 август 1942 агресорите подпалват основната сграда на манастира, разрушават оборудването на църквите, библиотеката и архива и убиват монах Игнаци (Базилюк). 
В резултат на изселването на украинското население в СССР, а след това и на акция „Висла” броят на православните украинци, живеещи на териториите около Хелмно, спада почти до нула. В резултат на това повечето от енориите на Полската православна църква в региона са ликвидирани. Люблинският епископ Тимотей (Шреттер) се съгласява с това решение, но отправя молба манастирът в Яблечна да не бъде затварян. Молбата му е удовлетворена, но през 1950 манастирът загубва притежаваните от него земи и инвентар, губейки по този начин икономическите основания за своето съществуване. През 1953 на манастира са върнати иконите на Св. Онуфри и на Божията майка, взети през 1915. Монасите в манастира са малко на брой и в напреднала възраст, което води до това, че през 1957 не може дори да бъде отслужван пълният литургичен цикъл. Въпреки всички проблеми манастирът запазва престижната си позиция сред православните вярващи в Полша.

### 1970–1989
На 8 февруари 1970 игумен на манастира става архимандрит Сава (Хрицуняк), който завършва ремонта на манастира, а след това организира пренасянето там на всички класове на Православната духовна семинария във Варшава. Периодът в който игумен Сава ръководи манастира е период на истинско възраждане на общността. През 80-те години манастирският комплекс е разширен с ново крило и отново се превръща в притегателна сила за поклонниците.
В периода 1984–1987 в манастира живее един монах.
През 1989 е създадена православна Люблинско-Хелмска епархия и манастирът в Яблечна е нейно седалище в продължение на две години. 

### В наши дни
През нощта на 21 срещу 22 септември 1990 са откраднати иконите на св. Онуфри и Божията майка, които са върнати на манастира през август 1994 след като са платени 10 000 долара откуп. Поставени са обратно в църквата на 4 и 5 септември 1994, като в памет на това събитие е установен местен празник за възвръщането на иконите, отбелязван в първата неделя на септември. През същата година в манастира е създаден музей на епархията.
През 1995 в манастира пребивават 15 монаси, а четири години по-късно той получава статуса ставропигиален и преминава под прякото управление на митрополитите на Варшава и цяла Полша.
През 2016 е направен основен ремонт на църквата „Свети Йоан Богослов“, след което храмът е осветен на 18 септември 2016 от митрополит Сава.
Към 2021 г. в манастира живеят петима монаси и един послушник. 

## Архитектура
Свети Онуфри е главната манастирска църква. Тя е построена в периода 1838–1840 с формата на гръцки кръст. Сградата се състои от три части, с притвор, наос и олтарно помещение, с един купол, поддържан от четири стълба. Вътрешността е украсена със стенописи и триреден иконостас, създаден от Василий Лойка и Феликс Скулимовски. До входа на църквата от лявата страна се намира гробът на един от игумените на манастира, архимандрит Нарциз.
Близо до църквата е разположена камбанарията.
През зимния период ролята на главна църква изпълнява храмът „Свети Йоан Богослов“, намиращ се в една от манастирските сгради. В нея се намира еднореден иконостас от началото на XX век. Интериорът има полихромна украса, чийто автор е Наталия Онишко от Бялисток. 
Извън манастирския зид са разположени два дървени параклиса от началото на XX век: „Успение на Пресвета Богородица“ и „Свети дух“. Първият от тях има правоъгълна форма, вторият – кръстовидна; увенчани са с кръгли куполи (пет на първия и един на втория). Под покрива на параклисите има единствено олтарно помещение – по време на служба вярващите се събират отвън срещу параклисите. В параклиса „Успение на Пресвета Богородица“ се намира еднореден иконостас, изработен в Москва.
Манастирският комплекс в Яблечна е включен в списъка на забележителностите на 12 март 1966 (и отново на 18 август 1972 и 19 април 1985) под номер A/14.

## Икони
На особена почит сред вярващите православни се радват иконите, съхранявани в иконостаса на главната църква – иконата на Божията майка и иконата на св. Онуфри велики. Образът на патрона на манастира е създаден между XII и XIII век, изографисан е върху дъска от кипарис с тебеширена основа. Свети Онуфри е изобразен прав с препаска на бедрата и сива брада, която е чак до под коленете му. Иконата е с размери 112 на 75 см.
Иконата на Божията майка датира също от XII–XIII в. Представя Дева Мария, която държи Младенеца в лявата си ръка, а с дясната сочи към него. До нея са изобразени Светите архангели Михаил и Габриел. Рамка на иконата са образите на старозаветните пророците, предсказващи идването на Избавителя. Поради тази причина иконата е известна още с името „Изпълнение на предсказанията на пророците”.
В периода 1990–2010 в манастира се съхранява и копие на иконата на Божията майка от Турковце, смятана на чудотворна. През 2010 тя е дарена на женския манастир в Турковице.